# Наборово-Парцеле
Наборово-Парцеле (пол. Naborowo-Parcele) — село в Польщі, у гміні Залуський Плонського повіту Мазовецького воєводства.
У 1975-1998 роках село належало до Цехановського воєводства.